# João Mateus Gilberti
Gian Matteo Giberti (Palermo, 20 de Setembro de 1495 - Verona, 30 de dezembro de 1543) foi um diplomata italiano, bispo de Verona e cardeal da Igreja Católica.

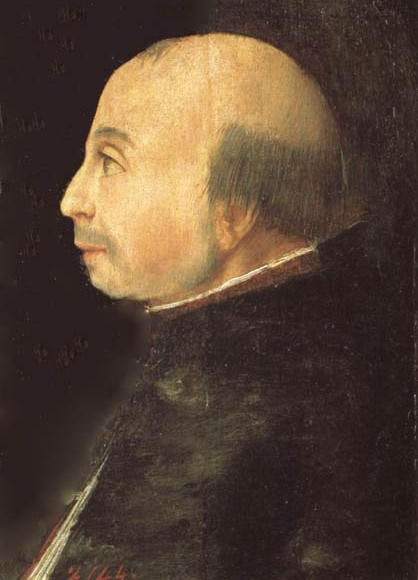
João Mateus Giberti
(1495-1543)